# 日本ブリーダー協会
日本ブリーダー協会（にほんブリーダーきょうかい）は、主に犬のブリードを目的とする特定非営利活動法人である。つくば研究学園都市の研究者が主たる設立者である。2023年5月15日に解散。
ブリードを行う純血の犬は血統造成の過程で近親交配が行われるが、近親交配は種の固定と共に遺伝病をも引き起こすため、この問題の啓蒙活動を通し、動物愛護に貢献することを目的としている。また、ブリーダーに対しての認定及び、その施設の運営に対しての認定等も行う。日本において、犬のための正しい社会のあり方を犬に携わる人々と求め、国際社会においての地位向上を目指す。